# SN 2001en
SN 2001en – supernowa typu Ia odkryta 26 września 2001 roku w galaktyce NGC 523. W momencie odkrycia miała maksymalną jasność 17,50m.